# Edwardsiella carnea
Edwardsiella carnea är en nässeldjursart som först beskrevs av Gosse 1856.  Edwardsiella carnea ingår i släktet Edwardsiella, och familjen Edwardsiidae. Enligt den svenska rödlistan är arten otillräckligt studerad i Sverige. Arten förekommer i Götaland. Artens livsmiljö är havet.